# Заболоття (Нижньогородська область)
Заболоття (рос. Заболотье) — присілок в Варнавинському районі Нижньогородської області Російської Федерації.
Населення становить 32 особи. Входить до складу муніципального утворення Михаленинська сільрада.

## Історія
Від 2009 року входить до складу муніципального утворення Михаленинська сільрада.

## Населення
| 1999 | 2002 | 2010 |
| ---- | ---- | ---- |
| 54   | ↘44  | ↘32  |